# Polytrichadelphus valenciae
Polytrichadelphus valenciae är en bladmossart som beskrevs av Jean Édouard Gabriel Narcisse Paris 1898. Polytrichadelphus valenciae ingår i släktet Polytrichadelphus och familjen Polytrichaceae. Inga underarter finns listade i Catalogue of Life.